# María Ángeles Pino Cabrera
María Ángeles Pino Cabrera, más conocida como Melli, (Ubrique, 1 de noviembre de 1994) es una jugadora española de fútbol sala. Juega de ala y su equipo actual es la LBTL Futsal Alcantarilla de la Primera División de fútbol sala femenino de España.

## Trayectoria
Comenzó jugando en el Ciudad de Jerez en la primera andaluza, equipo con el que consiguió el ascenso a segunda división. En el año 2012 ficha por el Cádiz FSF donde permaneció tres temporadas. Ya en la temporada 2015-16 ficha por el CD Universidad de Alicante, equipo con el que debutó en primera división. En la 2022-23 ficha por LBTL Futsal Alcantarilla.

## Selección nacional
Ha jugado con la selección española en Torneo de Moscú de 2016 y de 2017.

## Estadísticas

### Clubes
Actualizado al último partido jugado el 29 de julio de 2023.
| Club | Div.          | Temporada     | Liga  | Liga  | Liga       | Liga      | Copas nacionales(1) | Copas nacionales(1) | Copas nacionales(1) | Copas nacionales(1) | Torneos internacionales(2) | Torneos internacionales(2) | Torneos internacionales(2) | Torneos internacionales(2) | Total(3) | Total(3) | Total(3)   | Total(3)  |
| Club | Div.          | Temporada     | Part. | Goles | Amonestado | Expulsado | Part.               | Goles               | Amonestado          | Expulsado           | Part.                      | Goles                      | Amonestado                 | Expulsado                  | Part.    | Goles    | Amonestado | Expulsado |
| --- | ------------- | ------------- | ----- | ----- | ---------- | --------- | ------------------- | ------------------- | ------------------- | ------------------- | -------------------------- | -------------------------- | -------------------------- | -------------------------- | -------- | -------- | ---------- | --------- |
| Ciudad de Jerez · España |               |               |       |       |            |           |                     |                     |                     |                     |                            |                            |                            |                            |          |          |            |           |
| Auton. |               |               |       |       |            |           |                     |                     |                     |                     |                            |                            |                            |                            |          |          |            |           |
| |               | -             | -     | -     | -          | -         | -                   | -                   | -                   | -                   | -                          | -                          |                            | -                          | -        | -        |            |           |
| Total club | Total club    | -             | -     | -     | -          | -         | -                   | -                   | -                   | -                   | -                          | -                          | -                          | -                          | -        | -        | -          |           |
| Cádiz FSF · España |               |               |       |       |            |           |                     |                     |                     |                     |                            |                            |                            |                            |          |          |            |           |
| 1.ª |               |               |       |       |            |           |                     |                     |                     |                     |                            |                            |                            |                            |          |          |            |           |
| 2012-13 |               | -             | -     | -     | -          | -         | -                   | -                   | -                   | -                   | -                          | -                          |                            | -                          | -        | -        |            |           |
| 2013-14 |               | -             | -     | -     | -          | -         | -                   | -                   | -                   | -                   | -                          | -                          |                            | -                          | -        | -        |            |           |
| 2014-15 |               | -             | -     | -     | -          | -         | -                   | -                   | -                   | -                   | -                          | -                          |                            | -                          | -        | -        |            |           |
| Total club | Total club    | -             | -     | -     | -          | -         | -                   | -                   | -                   | -                   | -                          | -                          | -                          | -                          | -        | -        | -          |           |
| Universidad de Alicante FSF · España |               |               |       |       |            |           |                     |                     |                     |                     |                            |                            |                            |                            |          |          |            |           |
| 1.ª |               |               |       |       |            |           |                     |                     |                     |                     |                            |                            |                            |                            |          |          |            |           |
| 2015-16 | 28            | 11            | 4     | 0     | 1          | 0         | 0                   | 0                   | -                   | -                   | -                          | -                          | 29                         | 11                         | 4        | 0        |            |           |
| 2016-17 | 30            | 14            | 5     | 0     | 2          | 1         | 0                   | 0                   | -                   | -                   | -                          | -                          | 32                         | 15                         | 5        | 0        |            |           |
| 2017-18 | 29            | 10            | 1     | 0     | 2          | 1         | 0                   | 0                   | -                   | -                   | -                          | -                          | 31                         | 11                         | 1        | 0        |            |           |
| 2018-19 | 15            | 7             | 0     | 0     | -          | -         | -                   | -                   | -                   | -                   | -                          | -                          | 15                         | 7                          | 0        | 0        |            |           |
| 2019-20 | 12            | 0             | 1     | 0     | 2          | 0         | 0                   | 0                   | -                   | -                   | -                          | -                          | 14                         | 0                          | 1        | 0        |            |           |
| 2020-21 | 26            | 12            | 1     | 0     | -          | -         | -                   | -                   | -                   | -                   | -                          | -                          | 26                         | 12                         | 1        | 0        |            |           |
| 2021-22 | 8             | 3             | 0     | 0     | 0          | 0         | 0                   | 0                   | -                   | -                   | -                          | -                          | 8                          | 3                          | 0        | 0        |            |           |
| Total club | Total club    | 148           | 57    | 12    | 0          | 7         | 2                   | 0                   | 0                   | -                   | -                          | -                          | -                          | 155                        | 59       | 12       | 0          |           |
| La Boca te Lia · España |               |               |       |       |            |           |                     |                     |                     |                     |                            |                            |                            |                            |          |          |            |           |
| 1.ª |               |               |       |       |            |           |                     |                     |                     |                     |                            |                            |                            |                            |          |          |            |           |
| 2022-23 | 22            | 5             | 1     | 0     | 1          | 1         | 0                   | 0                   | -                   | -                   | -                          | -                          | 23                         | 6                          | 1        | 0        |            |           |
| Total club | Total club    | 22            | 5     | 1     | 0          | 1         | 1                   | 0                   | 0                   | -                   | -                          | -                          | -                          | 23                         | 6        | 1        | 0          |           |
| Total carrera | Total carrera | Total carrera | 170   | 62    | 13         | 0         | 8                   | 3                   | 0                   | 0                   | -                          | -                          | -                          | -                          | 178      | 65       | 13         | 0         |
| (1) Incluye datos de Copa de España / Supercopa de España. (2) Incluye datos de Campeonato de Europa de Clubes y Copa Intercontinental. (3) No incluye datos de partidos amistosos. |               |               |       |       |            |           |                     |                     |                     |                     |                            |                            |                            |                            |          |          |            |           |

## Palmarés y distinciones
- Eurocopa:

 2023